# Русские в Литве
Русские (лит. lietuvos rusai) — третья по численности этническая группа и второе по численности после поляков, национальное меньшинство в Литве, по данным переписи населения Литвы 2021 года, составляет 5,02 % населения или 141 122 человека (по переписи 2011 года 5,81 % населения или 176 913 человек).
По оценкам, проводимым на основе данных Регистра населения Литвы по состоянию на 2020 год, доля русских в составе населения Литвы составляла 4,5 % (второе место после поляков доля которых составляла 5,7 %).
Русские в Литве, большая часть которых переселилась в Литву во второй половине XX века, в основном живут в городах. По данным переписи населения Литвы 2021 года, в городах Вильнюс, Клайпеда, Висагинас, Каунас, Шяуляй, Ионава, Паневежис, Григишкес, Прекуле и Лентварис проживало 105 343 русских или 74,65 % всех русских Литвы. По данным переписи населения Литвы 2021 года в городе Вильнюс, этнические русские составляли (когда в стране было 5,02 %) 9,61 % населения,  16,03 % в городе Клайпеда, в городе Каунас — 2,89 % населения. По данным переписи населения Литвы 2021 года в городе Висагинас, русские составляют самый высокий процент населения среди всех городов Литвы — 47,04 %.. По данным переписи населения Литвы 2021 года, в стране проживает 61 642 человека родившихся в России (2,19 % населения Литвы). По данным переписи населения Литвы 2021 года, в стране проживает 7 771 гражданин России (0,28 % населения Литвы).

Доля русских среди всего населения в странах Балтии по данным переписи 2021 года

## История

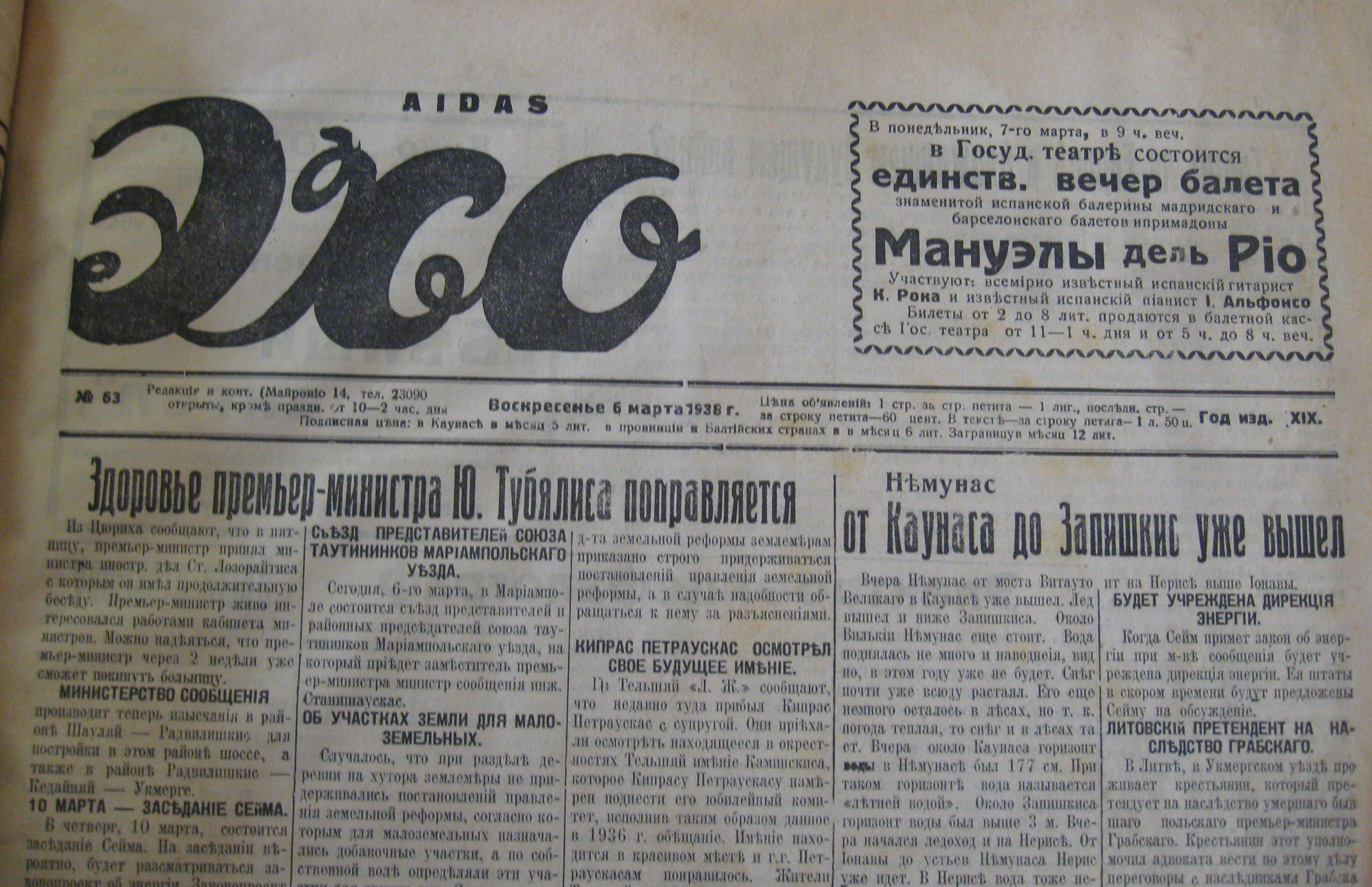
Передовица газеты «Эхо» за март 1938 г. Газета издавалась в Каунасе. Текст написан на дореформенной орфографии, но без «ъ» на конце слов

Первые маленькие поселения восточных славян на территории нынешней Литвы появились в конце Средневековья, когда русские купцы и ремесленники начали переселяться в литовские города. В конце XVII века к ним присоединились многие русские староверы, которые бежали из России из-за гонений по религиозным мотивам и селились в восточной части страны.
Второе, более крупное переселение русских, произошло после присоединения Литвы к Российской империи во времена раздела Речи Посполитой в конце XVIII века. В период русского правления власть в регионах оставалась, в основном, в руках польской знати, но некоторые административные должности были заняты русскими, которые также селились в таких городах, как Вильнюс и Каунас.
После польского восстания 1863 года некоторые земельные владения были отобраны у польской знати и переданы российским чиновникам. Многие русские, переселявшиеся на территорию современной Литвы, были солдатами, моряками и купцами.

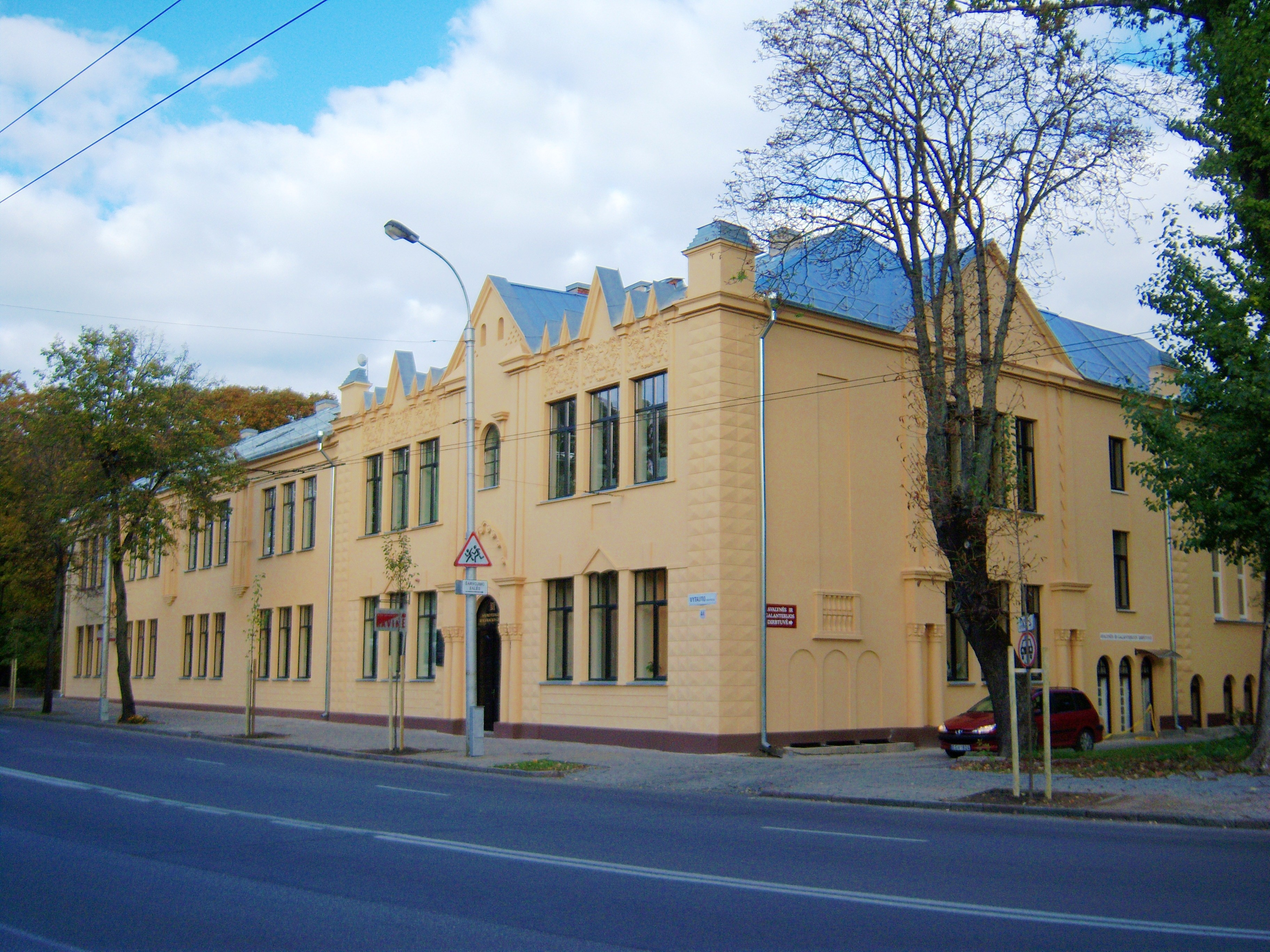
Здание, в котором в 1925—1940 годах размещалась русская гимназия в Каунасе

В 1897 году доля русских среди населения Литвы составляла 5,1 %, в 1914—1917 гг. — 5,9 %, в 1939 году — 3,4 %. Согласно переписи 1923 г., русские составляли 2,5 % населения Литвы, по данным 1925 г. (с Клайпедой) — 2,4 %; больше всего доля русских была в Зарасайском уезде. Грамотность среди русских в 1923 г. была ниже, чем среди других распространенных в стране национальностей. Единственной средней школой с преподаванием на русском языке с 1920 года была платная Ковенская русская гимназия Общества преподавателей. Начальных русских школ было больше: в 1923 году их было 9, в 1929 году — 15, в 1936 году — 3. В 1932 году русские школы в Литве посещали только 9,4 % всех русских детей школьного возраста, в 1936 году только 5,9 %. Также существовали русские классы, в которых дети первую пару лет учились на литовском и русском языках, а потом только на литовском языке. В Литве были русские общественные организации (18 в 1938 году), но чаще всего они не получали финансовой поддержки правительства. Скорее исключением было Ковенское материнское женское православное общество, которому ежегодно выделялись субсидии из государственного бюджета.
В 1940 году Литва была присоединена к СССР.
После нападения Германии в 1941 году Литва была захвачена в первые дни войны (конец июня 1941). Многие[уточнить] русские, в особенности, члены ВКП(б), покинули Литву вместе с частями Красной Армии.
К концу войны (в 1944—1945 гг.) Прибалтика была освобождена от немецких войск.
Русские, вместе с небольшим количеством представителей других национальностей СССР, приехавших в Прибалтику, в основном были заняты в промышленности, и селились главным образом в городах. Часть русского населения проживала в военных городках и гарнизонах, где размещались части Советской Армии и Военно-Морского флота СССР. Многие[уточнить] военные пенсионеры решили остаться в регионе, поскольку здесь был более высокий, по сравнению с остальной территорией Союза, уровень жизни. Приток русского населения в Клайпеду, бывший германский город Мемель, был связан с выселением оттуда немецкого населения в Германию и превращением города в один из главных советских портов на Балтийском море.
После смерти Сталина в 1953 году правительство Литовской ССР, ведомое Антанасом Снечкусом, сократило миграцию. Тем не менее, поток иммигрантов не прекратился, было несколько других, более поздних волн иммиграции русских рабочих, приехавших для работы на крупных строительных проектах, таких как электростанции. В 1959 году доля русских среди населения Литвы составляла 8,5 %, в 1979 году — 8,9 %. По данным переписи 1989 года, русские составляли 9,4 % населения в Литве, будучи крупнейшим национальным меньшинством в республике. 37,5 % русского населения Литвы владели литовским языком.
Доля русских среди населения Вильнюса составляла 20 %. В современных литовских источниках увеличение численности этнических русских во время Литовской ССР официально именуется колонизацией. После провозглашения независимости Литвы в результате низкой рождаемости, эмиграции и ассимиляции численность русских в Литве неуклонно падает.

## Численность и доля

### Переписи населения
Численность и доля русских по данным переписи населения за эти годы:

|      | Численность | %    |
| 1959 | 231 014     | 8.51 |
| 1970 | 267 989     | 8.56 |
| 1979 | 303 493     | 8.94 |
| 1989 | 344 455     | 9.37 |
| 2001 | 219 789     | 6.30 |
| 2011 | 176 913     | 5.81 |
| 2021 | 141 122     | 5.02 |

Численность русских по данным переписи населения за эти годы, по уездам:
|                     | 2001    | 2011    | 2021    |
| ------------------- | ------- | ------- | ------- |
| Литва               | 219 789 | 176 913 | 141 122 |
| Алитусский уезд     | 2 358   | 1 973   | 1 424   |
| Вильнюсский уезд    | 98 790  | 83 281  | 70 170  |
| Каунасский уезд     | 26 304  | 19 784  | 14 681  |
| Клайпедский уезд    | 44 082  | 35 265  | 27 884  |
| Мариямпольский уезд | 1 146   | 1 099   | 722     |
| Паневежский уезд    | 7 579   | 5 660   | 4 002   |
| Таурагский уезд     | 857     | 723     | 493     |
| Тельшяйский уезд    | 2 785   | 2 184   | 1 517   |
| Утенский уезд       | 24 962  | 18 905  | 14 583  |
| Шяуляйский уезд     | 10 926  | 8 039   | 5 641   |

Доля русских по данным переписей населения Литвы, от населения страны и отдельных уездов (в %):
|                     | 2001  | 2011  | 2021  |
| ------------------- | ----- | ----- | ----- |
| Литва               | 6.30  | 5.81  | 5.02  |
| Алитусский уезд     | 1.25  | 1.25  | 1.03  |
| Вильнюсский уезд    | 11.62 | 10.27 | 8.65  |
| Каунасский уезд     | 3.74  | 3.25  | 2.58  |
| Клайпедский уезд    | 11.42 | 10.40 | 8.65  |
| Мариямпольский уезд | 0.60  | 0.67  | 0.52  |
| Паневежский уезд    | 2.52  | 2.26  | 1.85  |
| Таурагский уезд     | 0.63  | 0.65  | 0.53  |
| Тельшяйский уезд    | 1.54  | 1.43  | 1.14  |
| Утенский уезд       | 13.42 | 12.43 | 11.43 |
| Шяуляйский уезд     | 2.95  | 2.66  | 2.15  |

## Общественные движения и организации
- Русский культурный центр (Вильнюс)
- Ассоциация российских соотечественников
- Литовская ассоциация учителей русских школ
- Международный союз молодёжи (Паневежис, рук. Инесса Чеколаева (Григалюнене))
  - газета «Вестник соотечественника» (январь 2008 — апрель 2010)
  - конкурс художественного чтения «Родная речь» (с 2009)
  - конкурс юных русскоязычных журналистов «Точка.ру» (с 2011)
- Международный центр культуры и искусства (Клайпеда)
- Международный центр отдыха Lupas (Висагинас)
- театр «Зелёный фонарь» (рук. Зоя Радзивилова)
- театр «Красная курица»
- Сурдегский Свято-Духов монастырь. При основании старообрядческий (лит. Surdegio stačiatikių Šv. Dvasios vyrų vienuolynas)[18]

## Язык
Русский — второй по численности говорящих язык в Литве. По разным данным о переписи 2011 года, 87,2 % или 89,3 % русских указали русский язык как родной. В Литве действуют школы с преподаванием на русском языке. В сохранении школьного образования на русском многие литовцы, включая членов Сейма Литвы, видят угрозу литовскому государству. С 2022 года в Литве ведутся дискуссии о необходимости запретить преподавание русского языка в стране.

## Участие в политике
В Литве подавляющее большинство русских — граждане Литвы. Это единственная прибалтийская республика, где после восстановления независимости Литвы был принят так называемый «нулевой вариант» Закона о гражданстве: все, кто проживал на территории Литовской ССР, признавались гражданами новой Литовской Республики.
Партии, представляющие русское национальное меньшинство (оно составляет более 5 % жителей) — «русская партия» Союз русских Литвы и Русский альянс — не могут похвастаться большой популярностью. В парламенте у них нет мест, а во время последних выборов[когда?] в местные самоуправления эти две партии участвовали всего в нескольких из них. Союз русских Литвы стремился получить посты в Вильнюсе, Клайпеде и Висагинасе; получил в советах самоуправлений Клайпеды и Висагинаса соответственно два и одно место.
После выборов 2004 года Союз русских Литвы утратил представительство в парламенте (Сейме) страны.
Перед октябрьскими выборами 2008 года в литовский Сейм единственным депутатом от русских партий была И. Розова из партии Русский альянс.
Русский альянс представил список кандидатов только клайпедским избирателям и получил три места. В Шальчининкском, Швенчёнском, Тракайском самоуправлениях, а также самоуправлениях города Вильнюса и Вильнюсского района Русский альянс пытался попасть в политику по общим спискам с представляющей польское нацменьшинство Избирательной акцией поляков Литвы. В Вильнюсский горсовет были выбраны двое представителей Русского альянса, в совет самоуправления Швенчёнского района — один.
В 2020 году, накануне парламентских выборов «Союз русских Литвы», которым руководил Сергей Дмитриев, прекратил существование. Руководство партии перетекло в Партию труда, которой на тот момент руководил «самый русский Литвы», европарламентарий Виктор Успасских.
В 2022 году, после 20 лет существования партия «Русский альянс» (председатель Тамара Лоханкина) заявила о прекращении борьбы на политической арене. 

## Социальные особенности
По результатам переписи населения Литвы 2001 года, русские (6,3 % населения) составляли 13 % бездомных в стране.
Согласно опросу 2012 года, среди литовцев русский язык при общении с русскоязычными жителями используют 60 % жителей больших городов и 18 % небольших городов и местечек (которые являются гораздо более мононациональными по составу).

### Дискриминация
В 2008 году Агентством Евросоюза по защите основных прав человека был проведён опрос в странах ЕС, согласно которому дискриминацию на расовой почве или в качестве иммигранта в Литве ощущали 12 % русских. После вторжения России на Украину в Литве усилились русофобские настроения. В крупных литовских книжных магазинах изъяли из продажи книги на русском языке. Вандалы осквернили памятники воинам Красной Армии в Юрбаркском и Кайшядорском районах. По данным на ноябрь 2022 года процент жителей Литвы, которые не хотели бы работать с русскими на одном рабочем месте — 13,6 %, не желающих жить по соседству с русскими составил 16 %, и не хотели бы сдавать свое жилье — 23,1 %. Премьер-министр страны Ингрида Шимоните, мэр Вильнюса Ремигиюс Шимашюс и администрация Вильнюсского университета высказались о недопустимости дискриминации русских в Литве.
Несмотря на то, что бо́льшая часть русских в Литве являются гражданами Литвы и здесь родились, периодически в СМИ всплывает мнение, что русские граждане Литвы — нелояльная «пятая колонна».

## Влияние на культуру

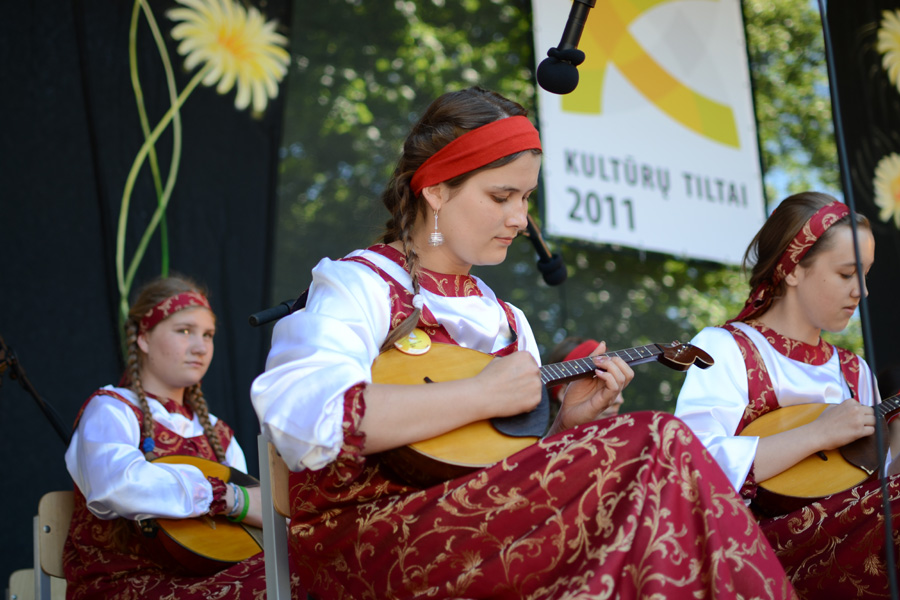
Русский ансамбль «Трещотки» (Лентварис)

Русские играли активную роль и до сих пор влияют на культурную жизнь Литвы.
Облик центральных улиц Вильнюса формировали русские архитекторы Николай Чагин, Михаил Прозоров, Алексей Полозов, Александр Быковский, здание литовской филармонии построено по проекту Константина Короедова.
В 1884 г. в имение своей жены Варвары Мельниковой Маркутье переехал Григорий Пушкин, сын поэта Александра Сергеевича Пушкина. Он привез с собой и вещи отца, которые до сих пор хранятся в музее. Григорий Пушкин состоял членом Виленской судебной палаты. Вместе с женой принимал участие в общественной жизни Вильны, устраивая благотворительные вечера, материально поддерживая и опекая бедных учеников гимназии. В имении Маркучяй в настоящее время действует Литературный музей А. С. Пушкина. Ансамбль музея составляют построенный в 1868 г. бывший жилой дом, семейное кладбище Григория и Варвары Пушкиных, построенная в 1906 г. часовня Святой Варвары. Ансамбль дополняет и парк Маркучяй украшает памятник поэту А. С. Пушкину, созданный в 1955 г. скульптором Б. Вишняускасом и архитектором В. Насвитисом (в 1992 г. памятник перенесен сюда из парка Серейкишкю).
В постройке Вильнюсского университета активно участвовали русские архитекторы, в его деятельности — русские учёные.
В 1866—1915 годах действовала Виленская рисовальная школа, взрастившей немало известных художников. (педагог Иван Трутнев).
Философ Лев Карсавин после высылки за границу проживал в Литве в 1927—1950 годах в Каунасе и Вильнюсе, где оказал большое влияние на развитие литовской философской школы и где имеются мемориальные доски.
В советский период русские строили здание библиотеки им. Мажвидаса, стадион Жальгирис, набережную (ул. Гоштауто) — зодчий Акинкин.
Главный конструктор вильнюсской телебашни — Владимир Обыдов (Московский институт проектирования).
Вильнюс в своё время посещали Николай II, Фёдор Достоевский, Анна Ахматова, неоднократно бывал И. Бродский (имеется мемориальная доска на доме, где он останавливался).
В Вильнюсе до 2022 года действовал Русский драматический театр Литвы (ныне — Вильнюсский старый театр). В настоящее время известны театральные деятели: Владимир Прудников, Владимир Ефремов, Юрий Сморыгин, популярные исполнители: Алина Орлова, Саша Сон, джазовый музыкант Владимир Тарасов, писательница Александра Фомина.
Русская диаспора, сохраняя национальные корни, поддерживает деятельность культурных обществ. К ним относится, например, Вильнюсский русский фольклорный ансамбль «Аринушка».
В 2002—2020 годах при поддержке городского самоуправления в вильнюсском парке Вингис отмечался День России.

### Религия
С начала XX века известна православная Михновская община (сейчас она официально называется Сельскохозяйственная христианская община Микнишкес) в местечке Тургяляй Шальчининкского района.
По данным на 2012 год только каждый второй русский Литвы исповедовал православие, по 11 % считают себя католиками и староверами.